# ایزابلمونت
ایزابلمونت (به لهستانی:  Izabelmont) یک روستا در لهستان است که در گمینا ابراموو واقع شده‌است. ایزابلمونت ۱۲۰ نفر جمعیت دارد.